# Opération Stoneage
Seconde Guerre mondiale
Batailles
1940
- Vado
- Siège de Malte
- Club Run
- Convoi Espero
- Mers el-Kébir
- Punta Stilo
- Cap Spada
- Hurry
- Cap Passero
- MB.8
- Tarente
- Détroit d'Otrante
- White
- Cap Teulada

1941
- Excess
- Convoi AN 14
- Grog
- Abstention
- Baie de La Sude
- Cap Matapan
- Îles Kerkennah
- Crète
- Galite
- Substance
- Halberd
- Convoi Duisburg
- Cap Bon
- Syrte (1941)
- Rade d'Alexandrie

1942
- Syrte (1942)
- Calendar
- Bowery
- Albumen
- Harpoon
- Vigorous
- Pedestal
- Agreement
- Torch
- Stoneage
- Sabordage de la flotte française à Toulon
- Portcullis
- Banc de Skerki
- Olterra (navire auxiliaire)
- Raid sur Alger

1943
- Zouara
- Convoi de Cigno
- Convoi de Campobasso
- Corkscrew
- Husky
- Gela
- Scylla
- Pietracorbara
- Dodécanèse
  - Rhodes
  - Leros
  - Kos
- Convoi KMF-25A

1944
- Ist
- Raid sur Santorin
- Raid sur Symi
- Port-Cros
- La Ciotat
- Île de Pag

1945
Mer Ligure
- Convois alliés
  - convois de Malte
- Campagne des U-boote
- Campagne adriatique

L'opération Stoneage ou Stone Age (16 - 20 novembre 1942) est une opération de convoyage allié sur l'île méditerranéenne de Malte pendant la Seconde Guerre mondiale, contournant le siège de Malte, commencé en juin 1940.

## Déroulement
Les quatre navires du convoi MW 13 ont quitté Alexandrie le 16 novembre, escortés par des croiseurs, des destroyers et sous couverture aérienne 24 h / 24 depuis les aérodromes capturés en Égypte et en Cyrénaïque (est de la Libye). Pour masquer la destination des navires, certains ont pris leur cargaison à Port-Soudan, en mer Rouge.
Un convoi complémentaire de Gibraltar a été annulé lorsque la Première armée britannique et alliée a débarqué au Maroc et en Algérie dans le cadre de l'opération Torch (8-16 novembre) et l'avancée a moins progressé le long de la côte algérienne que prévu. Le MW 13 a navigué sur environ 74 km de la côte africaine jusqu'à l'ouest de Benghazi, puis détourné vers le nord pour Malte. La retraite de l'Axe le long de la côte libyenne a été détectée par les déchiffreurs de code de Bletchley Park de la machine de codage allemande Enigma, qui ont révélé l'incapacité de Panzerarmee Afrika à contre-attaquer les Alliés.
Au crépuscule le 18 novembre, une attaque de bombardiers-torpilleurs de l'Axe a endommagé le croiseur HMS Arethusa à l'avant du pont et a tué 156 membres de l'équipage. Le navire fit un lent voyage de retour vers Alexandrie, d'abord remorqué à la poupe, puis continuant sur un moteur. Le MW 13 atteint l'île de Malte à 01 h 30 du matin le 20 novembre, rompant le siège de Malte (11 juin 1940 - 17 août 1943).